# Scalidomia
Scalidomia is een geslacht van vlinders van de familie echte motten (Tineidae).

## Soorten
- S. efformata Gozmany, 1965
- S. endroedyi Gozmany, 1965
- S. estimata Gozmany, 1965
- S. fetialis (Meyrick, 1917)
- S. horridella (Walker, 1865)
- S. spinignatha Gozmany, 1968
- S. texturata Gozmany, 1967